# 柔佛大皇宫

## 历史

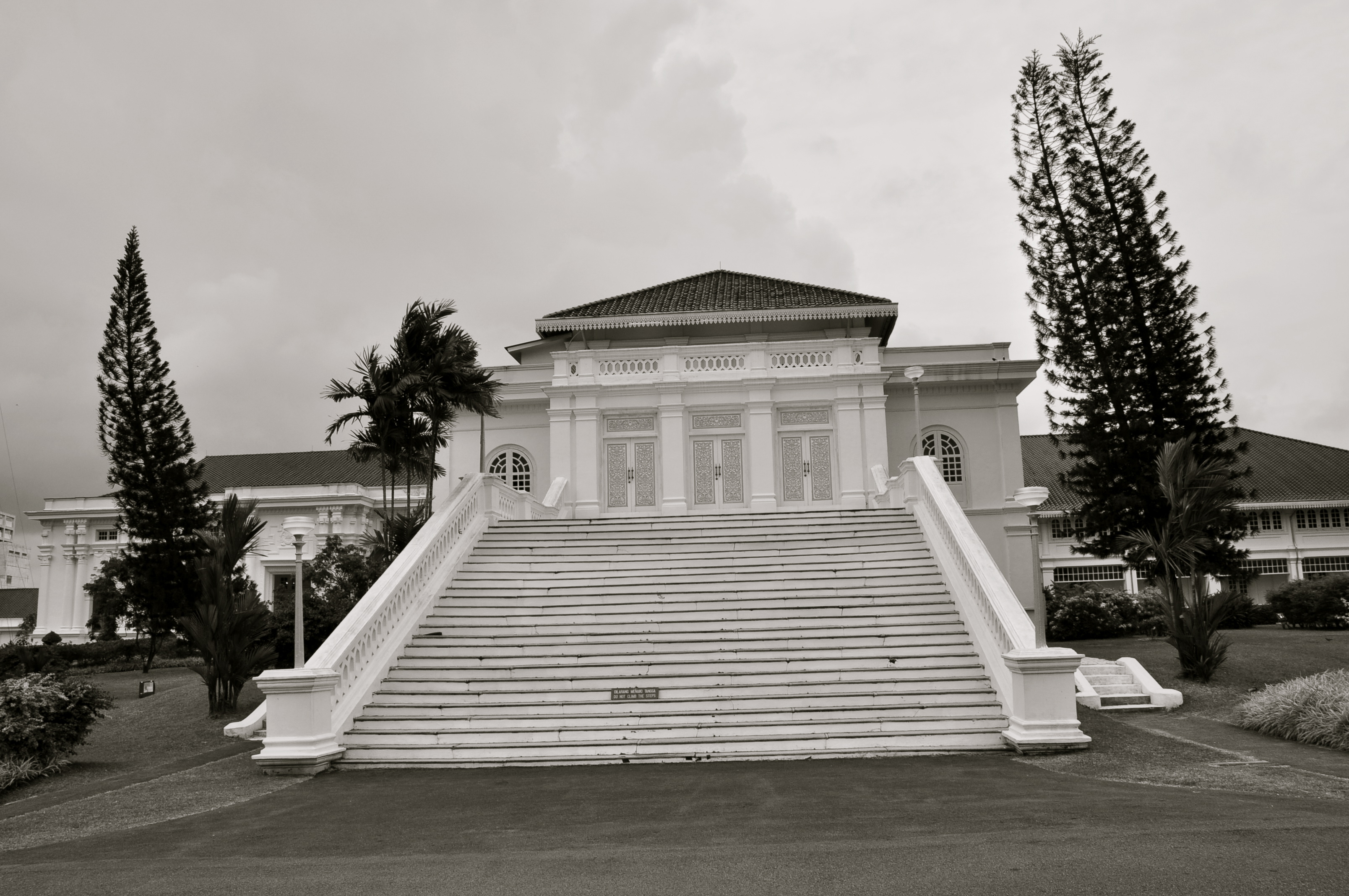
柔佛大皇宫早期

1864年，时任柔佛苏丹阿布峇卡主持了柔佛大王宮奠基儀式，并命当时新山华人港主黄亞福所建。经过两年建造，於1866年正式完工，并俯瞰柔佛海峡。
早期剛建竣的柔佛大王宮是當時馬來半島最宏偉的宮殿。它不僅是作為皇家住所及柔佛蘇丹王朝政府的行政中心，亦是接待來各地貴賓、柔佛王室舉辦冊立王儲、王儲新婚盛典，以及歷代蘇丹華誕封賜有功勳銜予有功人士之地。
柔佛大王宮不僅凸顯了獨特以及現代化的設計之外，也是突出了其皇家的威嚴。王宮擁有兩個擁有皇家大階梯的主要入口；面向柔佛海峽的階梯，主要是用來迎接從新加坡乘船抵達的貴賓使用的。另一頭面向花園的階梯則可迎接貴賓直接抵達大殿。
蘇丹阿武峇卡曾经在柔佛大王宫接见了许多国内外的贵宾，当中包括了英国維多利亞女皇的孙子阿尔伯特·维克托王子以及夏威夷王國的卡拉卡瓦國王。
毗鄰柔佛大王宮則有一座禮堂，於1875年完工，主要是用於舉辦正式場合如柔佛蘇丹的華誕，亦是財政部以及其他政府部門的所在地。此禮堂裡的柱上有懸掛由當年華社領袖及港主為慶賀柔佛大皇宮落成而進貢的漢字賀聯：
其一賀聯：

柔佛國王績著屏藩堂書錦之慶
海嶠播仁風萬樹甘堂同樾蔭
鈴牙崇節署一輪福曜燦薇垣
黃厝後港、新鄭厝港、謝厝港 同頓首拜頌
其二賀聯：

國王政府構成之慶
柏府名尊南國推高第
蘭台望重天朝屬世家
陳麥和、內庵港、饒平黃厝港、柔佛張觀合、和豐港、新洪厝港、劉文賢、天順港、黃厝前港 同拜題
其三賀聯：

柔佛國王政府構成之慶
鹽梅望獨尊培植宮牆桃李
調護心常凜玉成廊廟圭璋
成桂豐公司眾等拜題
在柔佛大王宮區內還建有以蘇丹阿武峇卡王妹翁姑扎哈拉來命名的紮哈拉王宮以及扎哈拉禮堂。早期扎哈拉王宮是作為由新加坡直落布蘭雅搬遷至新山的蘇丹阿武峇卡家族的住所，亦是數個政府部門的辦事處，直至1940年這些部門遷至蘇丹依布拉欣大樓。目前，大皇宫仅用于举行葬礼，国宴和皇家宴会。

## 建筑

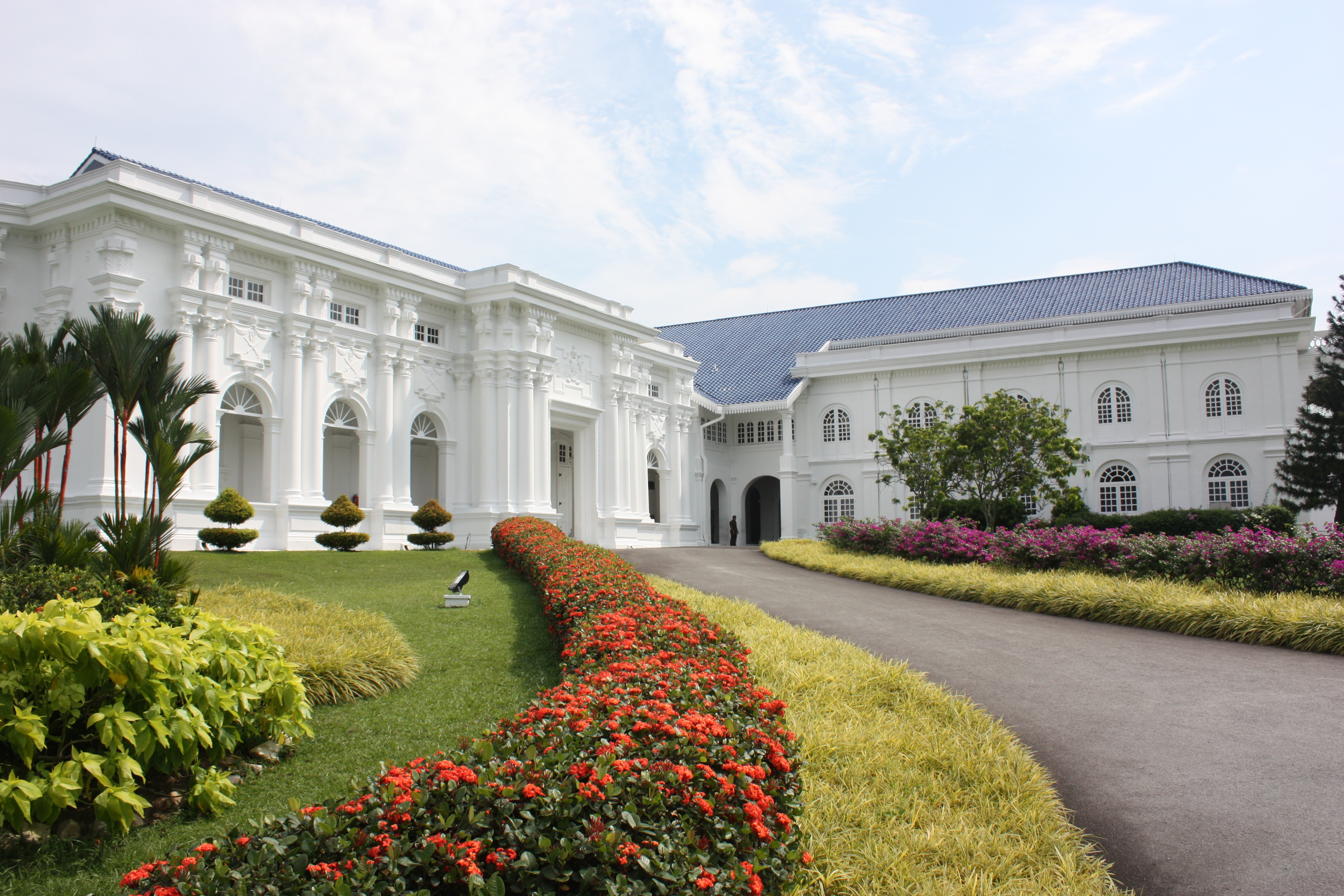
柔佛大皇宫花园

大皇宫最独特的特征是其维多利亚-马来人建筑，其特点是其马来圆顶设计与蓝色的盎格鲁影响屋顶形成鲜明对比。
其他位於柔佛大王宮區內的宮殿還有Marbal王宮以及斯瑪央王宮。Marbal王宮是以倫敦的馬爾博羅大樓來命名的，起初是時任衛生署署長G.H. Garlick醫生的住所，之後便成為柔佛蘇丹依布拉欣第二王子東姑阿武峇卡的住所。現在的Marbal王宮則作為柔佛王宮花園部的辦事處。斯瑪央王宮則是蘇丹後法蒂瑪的寢宮，亦是之後蘇丹依斯邁還是柔佛王儲時的住所。現在這間王宮已經拆除，僅剩一部分王宮的階梯還留著。

## 皇家博物馆
皇宫最有趣的部分是位于皇宫内的“皇家阿布·巴卡尔博物馆”，该皇宫于1982年进行了翻新，并于1990年正式开放。这是一个活着的博物馆，里面藏有大量的王室传家宝，令人印象深刻的珍贵文物和关于该州王室历史的良好记录。皇家博物馆自2012年1月起对公众关闭。